# Beatriz de Bobadilla y Ossorio
Beatriz de Bobadilla y Ossorio (Medina del Campo, 1457 és 1462 között – Medina del Campo, 1504. október) befolyásos spanyol nemesi család sarja volt, aki férje, Hernán Peraza (1450 körül – 1488) halála után La Gomera és El Hierro szigetek úrnője volt a Kanári-szigeteken. 

## Élete
A befolyásos spanyol nemesi Bobadilla család sarja volt, apja többek között a királyi fővadász címét is viselte. A család generációk óta a kasztíliai udvar szolgálatában állt. Idősebb, hasonló nevű unokatestvére, Beatriz de Bobadilla, Moya márkinője (1440–1511) I. Izabella kasztíliai királynő udvarhölgye és bizalmasa volt. Az unokatestvérek neveinek hasonlósága és Beatriz de Bobadilla y Ossorio apjának címe miatt kapta ő a „La Cazadora” (vadásznő) becenevet. Korabeli pletykák szerint azonban ez a névválasztás azzal is összefüggött, hogy élénk szerelmi életet élt az udvarban. A szóbeszéd II. Ferdinánd aragóniai királlyal is összehozta. Mindenesetre Izabella királynő 1482-ben kiházasította őt, mégpedig a távoli Kanári-szigetekre küldte ifjabb Hernán Peraza, La Gomera és El Hierro szigetek urának feleségeként.
Az ifjú párnak valószínűleg 1484-ben született meg a lánya, Inés, majd 1488 fiuk, Guillen.
A Kanári-szigetek 15. századi fokozatos spanyol meghódítása során idősebb Hernán Peraza volt az, aki a különböző bennszülött törzsfőkkel kötött egyezségek révén La Gomera szigetet birtokba vette. Fia örökölte a hűbérbirtokot, de a guancsok időnként véres lázadásokban keltek fel a spanyolok önkényeskedései ellen. 1488-ban ifjabb Hernán Perazát, Beatriz férjét egy guancs asszonnyal folytatott viszony miatt az asszony férje megölte, és nagy felkelés tört ki. Az özvegy végül a Gran Canariáról áthívott Pedro de Vera segítségével lett úrrá a helyzeten. Mintegy 200 bennszülött vesztette életét, sokakat Spanyolországba hurcoltak rabszolgának.
Beatriz de Bobadilla y Ossorio asszony egy 1489 márciusában kelt királyi rendelet alapján férje után, fia nagykorúságáig, a két sziget úrnője lett. Pozícióját haláláig, 1504-ig megtartotta, amikor is fia, Guillén Peraza de Ayala már 16 éves volt és átvehette a helyét, grófi címet is kapva az uralkodótól.
1498-ban összeházasodott Alonso Fernández de Lugoval, aki ekkoriban La Palma és Tenerife kormányzója volt. A lépéssel Beatriz asszony fő célja az volt, hogy erősítse a helyzetét az első férje rokonaival folyó vitában és pereskedésben, anyósa ugyanis magának követelte a két gyermek felügyeletét és vissza kívánta vonatni azt a döntést, hogy a férje halála után Beatrizé lett a két sziget. Egyes történészek szerint a Beatriz asszony kétes erkölcseiről szóló hírek mind ennek a pereskedésnek a megalapozását szolgálták anyósa részéről.

## Találkozásai Kolumbusszal
Kolumbusz Kristóf hajózási szempontból a Kanári-szigeteket tartotta a legkedvezőbb kiindulópontnak nyugati felfedező útjához. Amikor 1492-ben La Gomera szigetére érkezett, Beatriz asszony éppen Spanyolország felé hajózott. Második útja alkalmával, 1493-ban azonban már az úrnő a feljegyzések szerint fényes fogadtatásban részesítette őt és sok időt töltöttek együtt. Kolumbusz tőle kapta azokat a cukornádtöveket is, amelyek segítségével a Karibi-térségben meghonosította az addig ismeretlen növényt és megteremtette egy későbbi nagy ipar alapjait. Kolumbusz harmadik nyugati felfedező útja kiindulópontjakén 1498-ban minden bizonnyal újra találkoztak. Ekkoriban azonban már folytak Beatriz második házasságának előkészületei, ezért nem valószínű, hogy romantikus találkozásokra került volna sor közöttük.

## Fordítás
- Ez a szócikk részben vagy egészben  a   Beatriz de Bobadilla (La Cazadora) című német Wikipédia-szócikk ezen változatának fordításán alapul.  Az eredeti cikk szerkesztőit annak laptörténete sorolja fel. Ez a jelzés csupán a megfogalmazás eredetét és a szerzői jogokat jelzi, nem szolgál a cikkben szereplő információk forrásmegjelöléseként.